# Walter Mertes
Walter Mertes (* 26. Januar 1955) ist ein deutscher Unternehmer und ehemaliger Automobilrennfahrer.

## Karriere als Rennfahrer
Walter Mertes fing Anfang der 1970er Jahre mit dem Motorsport an.
1983 startete er zusammen mit Edgar Dören und Hans-Christian Jürgensen zuerst in einem Porsche 930 und später in einem BMW M1 in der Gruppe B der Langstrecken-Europameisterschaft. Ein Jahr später fuhr er mit einem BMW M1 in der Sportwagen Langstreckenweltmeisterschaft. Dort war sein bestes Ergebnis der 19. Platz und Gruppe-B-Klassensieg in Silverstone.
Parallel zur Langstreckenweltmeisterschaft ging er 1984 in der Deutschen Rennsport-Meisterschaft  (DRM) beim Nürburgring-Supersprint-Rennen an den Start und belegte den achten Rang.
1985 wechselte Mertes in den Tourenwagenmotorsport und fuhr in diesem und dem folgenden Jahr zwei Rennen für Ford mit einem Ford Sierra XR4Ti in der Tourenwagen-Europameisterschaft.
Seine meisten Rennen bestritt Walter Mertes in der Deutschen Tourenwagen-Meisterschaft (DTM). 1985 startete er dort noch als Privatfahrer mit einem Rover Vitesse. Von 1986 bis 1987 fuhr er als Teamkollege von Manuel Reuter für Ford Ringshausen einen Ford Sierra XR4Ti. In dieser Zeit erzielte er 1987 mit dem 12. Rang in der Jahreswertung sein bestes Ergebnis in dieser Rennserie. 1988 wechselte Mertes zu BMW Isert und fuhr auf einem BMW M3.
1989 trat er noch einmal mit Heiner Weiss und Hans Heyer für AMG mit einem Mercedes-Benz 500 SEC beim 24-Stunden-Rennen von Spa-Francorchamps an – konnte das Rennen jedoch nicht beenden.

## Karriere als Unternehmer
Walter Mertes gründete 1985 die Motorsportagentur wm GmbH, die für die DTM und der ADAC GT Masters die Vermarktung verantwortet. Bis 2018 war das Unternehmen auch für die Vermarktung der Europäischen Formel-3-Meisterschaft, die 2019 durch die Nachfolgerennserie FIA-Formel-3-Meisterschaft abgelöst wurde, verantwortlich.
Mertes war bis 2017 im Vorstand der ITR, die als Dachorganisation die DTM vermarktet.

## Statistik

### Einzelergebnisse in der Sportwagen-Weltmeisterschaft
| Saison | Team                         | Rennwagen   | 1   | 2   | 3   | 4   | 5   | 6   | 7   | 8   | 9   | 10  | 11  |
| ------ | ---------------------------- | ----------- | --- | --- | --- | --- | --- | --- | --- | --- | --- | --- | --- |
| 1983   | Langenfeld Motor Club        | Ford Escort | MON | SIL | NÜR | LEM | SPA | FUJ | KYA |     |     |     |     |
| 1983   | Langenfeld Motor Club        | Ford Escort | DNF |     |     |     |     |     |     |     |     |     |     |
| 1984   | Team Jürgensen Walter Mertes | BMW M1      | MON | SIL | LEM | NÜR | BRH | MOS | SPA | IMO | FUJ | KYA | SAN |
| 1984   | Team Jürgensen Walter Mertes | BMW M1      | DNF | 19  |     | DNF |     |     |     |     |     |     |     |